# Saint-Malo-de-Beignon
Saint-Malo-de-Beignon (tiếng Breton: Sant-Maloù-Benion) là một xã ở tỉnh Morbihan trong vùng Bretagne tây bắc Pháp. Xã này có diện tích 3,49 km², dân số năm 1999 là 385 người. Khu vực này có độ cao từ 50-153 mét trên mực nước biển.
Cư dân của Saint-Malo-de-Beignon danh xưng trong tiếng Pháp là Maloins.